# Дмитро Жибчин
Дмитро Жибчин, також Дмитро Зіпчен (англ. Dmytro Zipchen; *10 серпня 1905 — †25 червня 1996) — фермер і політичний діяч українського походження у Саскачевані. З 1952 по 1956 рік представляв виборчий округ Редберрі у Законодавчій асамблеї Саскачевану як член Кооперативної Федерації Співдружності (CCF).
Народився в Городенці на Західній Україні і прибув до Канади з сім'єю в 1906 році. Родина оселилася на гомстеді біля Геффорда (Саскачеван). Жибчин здобув освіту в сільських школах і в університеті Саскачевану. У 1935 році одружився з Мері Максимюк. 
Крім сільського господарства, Жибчин також працював аукціоністом; працював у місцевому магазині спиртних напоїв і керував бізнесом фермерських господарств. Жибчин обіймав посаду у міській раді від Геффорда і був головою сільського муніципалітету Редберрі. Він також був головою ради гаффордської лікарні і членом-засновником Геффордської асоціації кооперативів і Геффордської кредитної спілки. 
Під час перевиборів на пост у провінційну асамблею у 1956 році поступився Бернарду Лео Корчинскі.